# Ophiogymna fulgens
Ophiogymna fulgens är en ormstjärneart som först beskrevs av Jean Baptiste François René Koehler 1905.  Ophiogymna fulgens ingår i släktet Ophiogymna och familjen Ophiothrichidae. Inga underarter finns listade i Catalogue of Life.